# 李祖虞
李 祖虞（り そぐ、1887年〈光緒13年〉 – 没年不明）は、中華民国の官僚・司法官・弁護士。字は夢騶。中国国家社会党の幹部で、後に南京国民政府（汪兆銘政権）に参与した。

## 事績
清末に日本へ留学し、1908年（光緒34年/明治41年）に早稲田大学専門部政治経済科を卒業した。帰国後の1912年（民国元年）8月24日、北京政府にて京師高等審判庁推事として任用される。翌1913年（民国2年）10月5日、大理院推事となり、1915年（民国4年）9月4日、上士の位を授与された。1918年（民国7年）、司法官甄録試及初試典試委員と司法官懲戒委員会委員を経て、7月24日に大理院庭長に任ぜられている。1923年（民国12年）6月27日、庭長の地位を辞職した。
蔣介石国民政府では、1934年（民国23年）2月8日に福建省政府委員兼民政庁庁長として起用され、翌1935年（民国24年）5月25日までつとめた。退官後は上海で弁護士を開業し、上海弁護士協会会長に就任した。
汪兆銘（汪精衛）による親日政権樹立工作に李祖虞も参加し、1940年（民国29年）3月20日から開催された中央政治会議に、諸青来と共に中国国家社会党代表として出席した。同月30日、南京国民政府（汪兆銘政権）が成立すると、李は交通部常務次長に任命され、中央政治委員会交通専門委員会主任委員も兼任した。翌1941年（民国30年）8月16日、実業部政務次長に転じ、1943年（民国32年）1月13日までつとめている。同年中に国民政府政務参賛へ移り、1944年までは在任が確認できる。
1945年（民国34年）8月の汪兆銘政権崩壊後に、李祖虞は漢奸として逮捕され、上海の監獄に収監された。しかし、その後の審理状況や行方については不詳となっている。